# ウィリアム・ヨーク・マクレガー
ウィリアム・ヨーク・マクレガー（William York MacGregor、1855年10月14日 - 1923年9月28日）はスコットランドの後期印象派の画家である。グラスゴーに集まった「グラスゴー・ボーイズ」と呼ばれる若い画家の集団で初期の中心的立場にあった。

## 略歴
スコットランドのダンバートンシャーで、技術者で造船会社の共同創業者、ジョン・マクレガーの息子に生まれた。父親はマクレガーが3歳の時に亡くなった。グラスゴーの学校で、ジェイムズ・パタースン (James Paterson:1854–1932)と知り合い2人は、一緒に画家の道を目指していくことになった。1877年にグラスゴー美術学校を卒業するとスコットランドのいろいろな場所で風景画を描いた。その後ロンドン大学のスレード美術学校で、アルフォンス・ルグロのもとで学んだ。
スレード美術学校を卒業した後、グラスゴーに戻り、スタジオを開くと、スタジオはパターソンやエドワード・アーサー・ウォルトン、ジョセフ・クローホール、ジョージ・ヘンリー、ジョン・レィヴァリ、トーマス・コーサン・モートンらの画家が集まる場所となり、フランスの新しい絵画の情報などを話し合い、この集まりが後に、「グラスゴー･ボーイズ」と呼ばれることになる芸術家集団のもととなった。
1885年頃か喘息に悩まされるようになり、グラスゴーを離れ、冬はイギリス南部で過ごした。1888年から1890年の間は南アフリカで過ごした。マクレガーがグラスゴーを離れている間、ジェイムズ・ガスリーが「グラスゴー･ボーイズ」の指導的な立場についた。
健康が回復してスコットランドに戻った後も、が「グラスゴー･ボーイズ」との関わりはゆるやかなままであった。ロイヤル・アカデミー・オブ・アーツ（王立美術院）の保守的な運営に反対する美術家たちによって創設された「ニュー・イングリッシュ・アート・クラブ」の会員に1892年に選ばれた。

## 作品

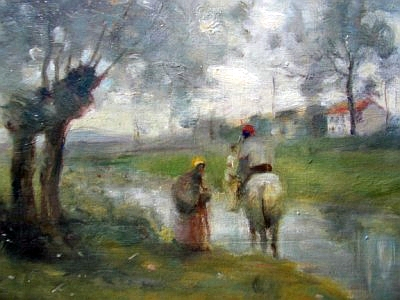
フランスの風景
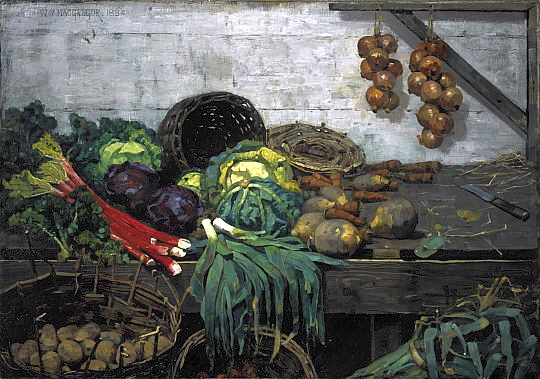
野菜 (1884)
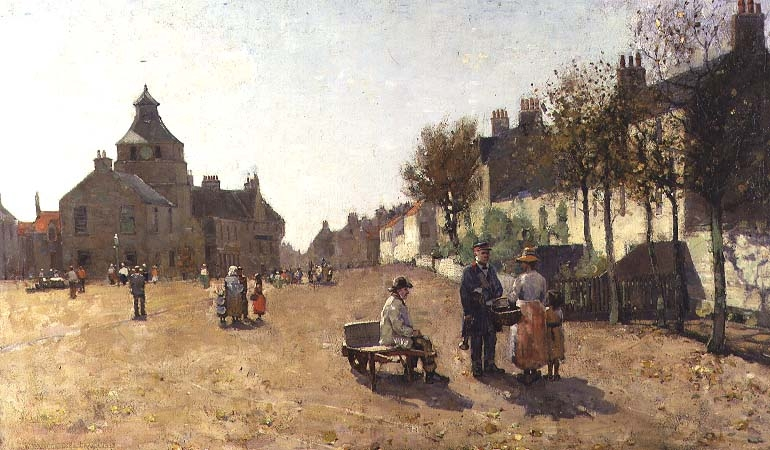
Crail Fife
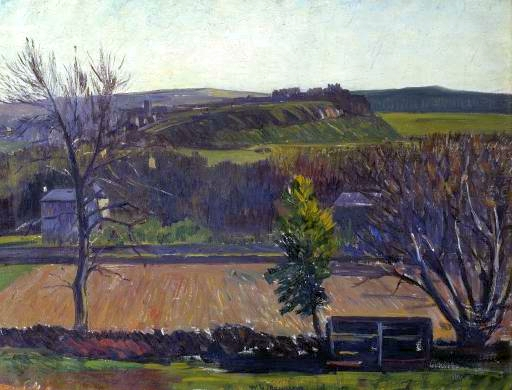
The Carse Of Stirling (1884)
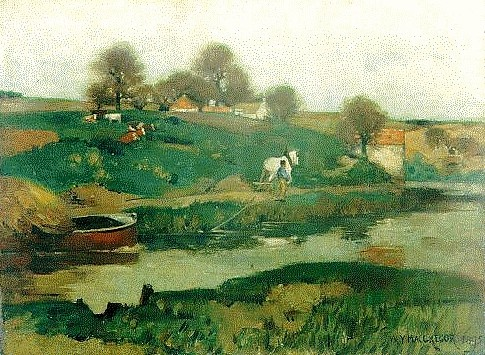
Canal (1895)
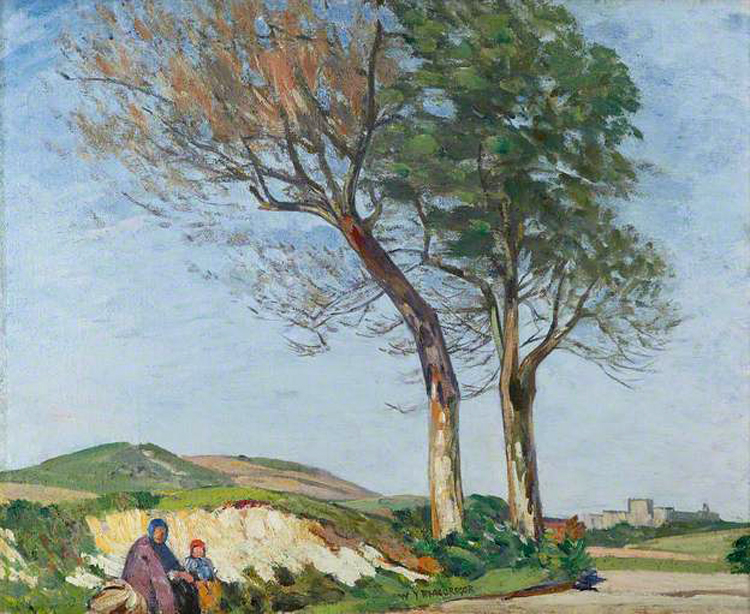
Cerca de Dover (1921)
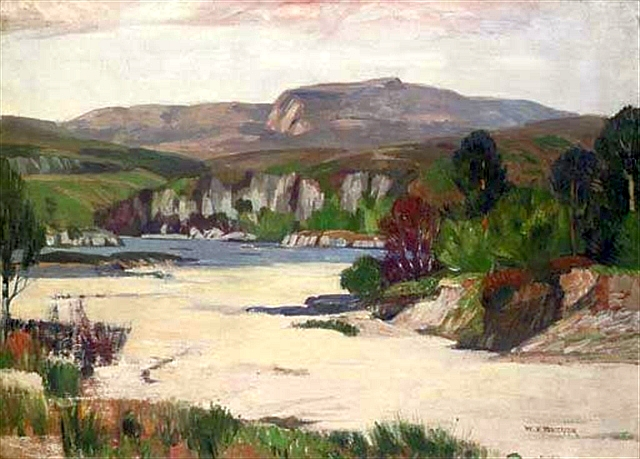
The Sands Of Morar